# Pedro Jaime Esteve
Pedro Jaime Esteve (ur. 1500, zm. 1556) – hiszpański lekarz, botanik i tłumacz.

## Życiorys
Pedro Jaime Esteve urodził się w 1500 roku w Morella, w rodzinie o tradycjach naukowych. Uczył się na uniwersytetach w Montpellier i Paryżu, gdzie zdobył wykształcenie w historii naturalnej, anatomii i językach starożytnych.
W późniejszych latach osiadł w Walencji, gdzie został profesorem anatomii, greki, chirurgii i matematyki. Wraz z Miguelem Jerónimo Ledesma był zwolennikiem humanizmu, co nie raz prowadziło do konfliktu ze środowiskiem konserwatywnym, m.in. w 1548 roku, gdy został na rok usunięty ze składu uniwersyteckiego senatu.
Opublikował m.in. łacińskie tłumaczenia Epidemii Hipokratesa (1551) i Theriaca Nikandera (1552).